# Хинд бинт Мактум Аль Мактум
Хинд бинт Мактум Аль Мактум (араб. الايخة الندانت متتوم الن ُامعة ال متتوم) — старшая супруга премьер-министра Объединённых Арабских Эмиратов Мохаммеда ибн Рашида Аль Мактума. Родилась 12 февраля 1962 года. Она является матерью 12 из тридцати детей своего мужа, в том числе его наследника Хамдана ибн Мохаммеда Аль Мактума, наследного принца Дубая. Её также называют Первой леди Дубая. Шейха Хинд не является публичной фигурой и старается не привлекать к себе внимание в обществе, потому что она следует традициям и культуре ОАЭ (то есть не общается с мужчинами).

## Семья
Шейха Хинд — внучка шейха Джумы бен Мактума Аль Мактума по отцовской линии, брата эмира Дубая Саида II, деда нынешнего шейха. Она также является племянницей шейха Ахмада бен Джумы Аль Мактума, который умер в 2009 году.
Её мать, шейха Шайха бинт Саид бин Мактум Аль Мактум (умерла 28 января 2017 года), была дочерью эмира Дубая Саида II, что делает Шейху Хинд двоюродной сестрой её мужа по линии матери, а также троюродной сестрой её мужа по линии отца.

## Брак
В 1979 году, в возрасте 17 лет, Хинд Бинт Мактум вышла замуж за своего двоюродного брата шейха Мохаммеда Рашида, который был на 13 или 14 лет старше её. Их свадьба стала первым крупным публичным событием в Дубае. Для празднования этого события были приняты тщательно продуманные меры, свадьба была такой пышной, что её можно было легко принять за национальный праздник, а не за бракосочетание. Для проведения свадьбы был построен стадион на 20 000 мест, на котором демонстрировались катание на лошадях и верблюдах, а также показ фигур высшего пилотажа ВВС Дубая. Общая стоимость свадебных торжеств оценивалась примерно в 100 миллионов долларов. После замужества шейха Хинд осталась традиционной арабской женой и добросовестно следует исламской системе пурды, никогда не сопровождая своего мужа на его гоночных встречах и редко появляясь на других публичных мероприятиях. Даже её фотография никогда не демонстрировалась публично.
Будучи старшей женой и супругой шейха, шейха Хинд является главным матриархом королевской семьи и проживает со своей семьей во дворце Забил (Дворец правителя) в Дубае.

## Дети
Она является матерью 12 детей. Шейха Хинд следит за воспитанием своих детей и небольшого количества сирот, которых она усыновила из благотворительности.
| Имя                             | Продолжительность жизни                     | Примечания                                                                                     |
| ------------------------------- | ------------------------------------------- | ---------------------------------------------------------------------------------------------- |
| Хесса бинт Мохаммед Аль Мактум  | 6 ноября 1980 (41 год)                      | Шейх Саид бин Далмук бин Джума Аль Мактум (м. 2008)                                            |
| Рашид бин Мухаммед Аль Мактум   | 12 ноября 1981 — 19 сентября 2015 (33 года) | Умер от остановки сердца в возрасте 33 лет.                                                    |
| Хамдан бин Мухаммед Аль Мактум  | 14 ноября 1982                              | Наследный принц Дубая Шейха бинт Саид бин Тани бин Джума Аль Мактум (м. 2019)                  |
| Мактум бин Мухаммед Аль Мактум  | 24 ноября 1983                              | Заместитель правителя Дубая Марьям бинт Бутти бин Мактум бин Джума Аль Мактаум (м. 2019)       |
| Ахмед бин Мохаммед Аль Мактум   | 7 Февраля 1987                              | Глава олимпийского комитета ОАЭ Мадия бинт Далмук бин Джума Аль Мактум (м. 2019)               |
| Саид бин Мухаммед Аль Мактум    | 20 марта 1988                               |                                                                                                |
| Латифа бинт Мохаммед Аль Мактум | 30 Марта 1989                               | Мохаммед бин Хамад бин Мохаммед Аль Шарки (м. 2009) Наследный принц Фуджейры                   |
| Марьям бинт Мохаммед Аль Мактум | 11 Января 1992                              | Замужем за шейхом Халедом бин Мухаммедом бин Хамданом Аль Нахайяном из правящей семьи Абу-Даби |
| Шайха бинт Мохаммед Аль Мактум  | 20 Декабря 1992                             | Насер бен Хамад Аль Халифа (м. 2009)                                                           |
| Футаим бинт Мохаммед Аль Мактум | 22 Июля 1994                                |                                                                                                |
| Салама бинт Мохаммед Аль Мактум | 8 Августа 1999                              |                                                                                                |
| Шамма бинт Мохаммед Аль Мактум  | 13 Ноября 2001                              |                                                                                                |

## Благотворительная деятельность
В январе 2013 года шейха Хинд пожертвовала три самолёта для доставки болельщиков сборной Объединённых Арабских Эмиратов по футболу из Манамы в Бахрейне в Дубай после победы ОАЭ над Кувейтом со счетом 1:0 в полуфинале 21-го Кубка Персидского залива.
В июне 2013 года Благотворительное и гуманитарное учреждение имени Мохаммеда бин Рашида распространило 4100 смарт-карточек с рационом Рамадана благодаря пожертвованию шейхи Хинд Бинт Мактум в рамках своих благотворительных программ в Священный месяц Рамадан, направленных на раздачу основных продуктов питания нуждающимся и бедным семьям в эмирате Дубай и северных районах. Ибрагим Бумела, заместитель председателя попечительского совета Фонда, выразил свою благодарность и благодарность шейхе Хинд за её моральную и материальную поддержку различных благотворительных проектов, осуществляемых Фондом в интересах граждан и проживающих за рубежом, особенно во время Рамадана.
17 декабря 2012 года во Всемирном торговом центре Дубая и был организован Женским спортивным комитетом Спортивного совета Дубая под патронажем Шейхи Хинд и под руководством её сына Шейха Хамдана, наследного принца Дубая и председателя Спортивного совета Дубая. Спортивный турнир призван побудить женщин выйти и активно участвовать в фитнесе и спортивных мероприятиях.